# Gare d'Annemasse
La gare d'Annemasse est une gare ferroviaire française de la SNCF implantée à proximité du centre de la ville d'Annemasse, dans le département de la Haute-Savoie, en région Auvergne-Rhône-Alpes. La gare est mise en service en 1880, par la Compagnie des chemins de fer de Paris à Lyon et à la Méditerranée (PLM). La gare est desservie par des TGV inOui, des trains TER Auvergne-Rhône-Alpes, des Léman Express et des RegioExpress.

## Situation ferroviaire
Établie à 435 mètres d'altitude, la gare de bifurcation d'Annemasse est située : au point kilométrique (PK) 172,713 de la ligne de Longeray-Léaz au Bouveret, entre les gares ouvertes de Saint-Julien-en-Genevois et de Machilly ; au PK 94,648 de la ligne d'Aix-les-Bains-Le Revard à Annemasse, après la gare ouverte de Reignier ; au PK 76,390 de la ligne de Lausanne à Annemasse, (CEVA), ouverte le 15 décembre 2019, où elle est précédée par la gare de Chêne-Bourg. Cette dernière liaison succède à la ligne d'Annemasse à Genève-Eaux-Vives (frontière), fermée le 1er avril 2013, où elle était suivie par la gare d'Ambilly, qui s'intercalait avant la frontière entre la France et la Suisse (située au PK 2,002).

## Histoire

### XIXesiècle: arrivée du train

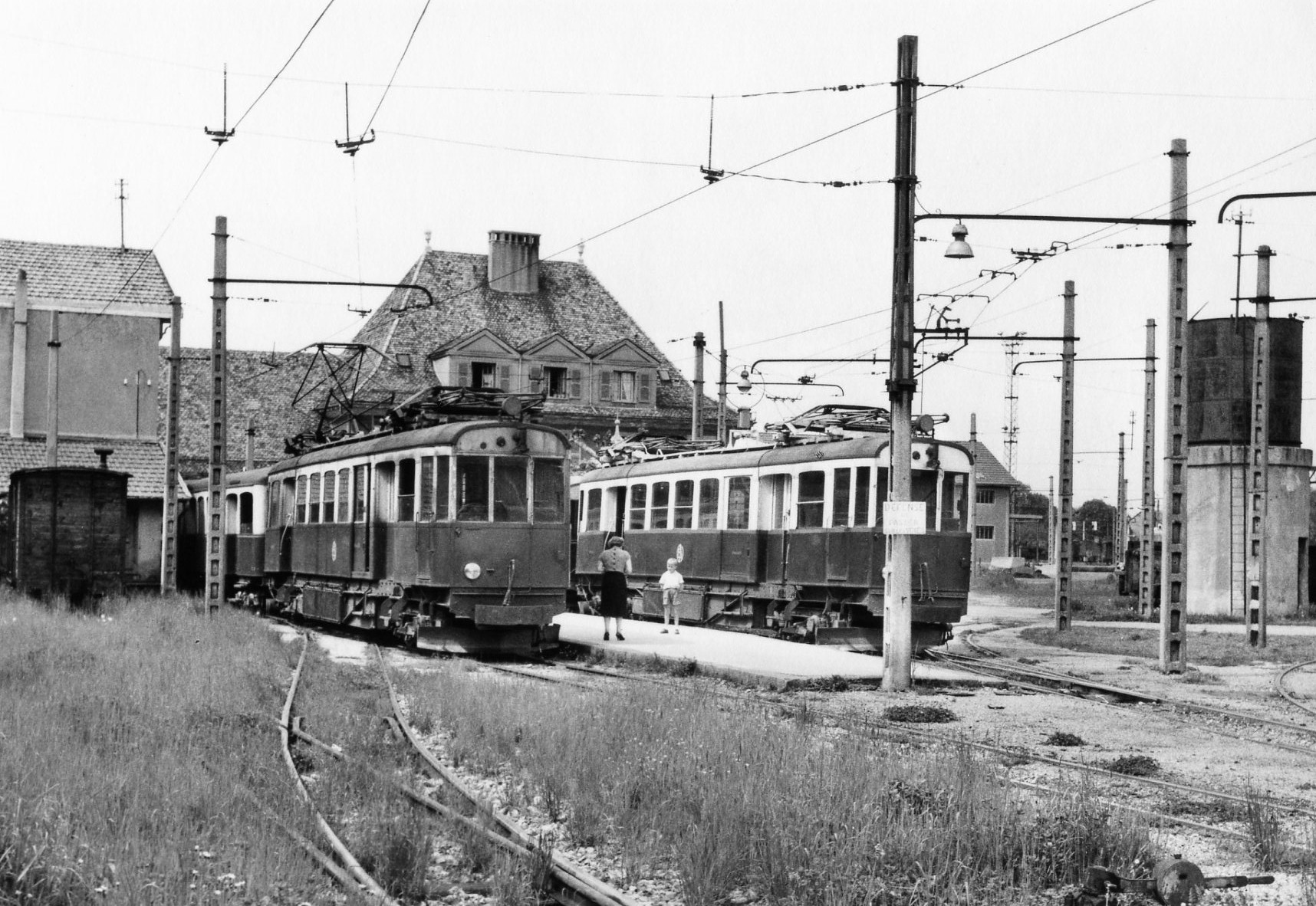
Terminus de la ligne Annemasse – Sixt du CEN Réseau de la Haute-Savoie. À l'arrière-plan, la gare pour cette ligne, qui sera conservée pour devenir la Maison de la mobilité et du tourisme.

La publication du décret impérial, le 22 décembre 1860, déclarant d'intérêt public la construction de la ligne de chemin de fer ralliant Thonon, entraîne la construction de la gare d'Annemasse sur un terrain de 18 ha appartenant à la commune de Ville-la-Grand. La station d'Annemasse est mise en service le 30 août 1880 par la Compagnie des chemins de fer de Paris à Lyon et à la Méditerranée (PLM), lorsqu'elle ouvre à l'exploitation la section de ligne de Longeray-Léaz à Thonon-les-Bains. À la suite de cette ouverture, la commune d'Annemasse propose, en 1881, un dédommagement de 3 000 francs à Ville-la-Grand. Cette dernière le refuse et conteste en justice la décision pour faire prévaloir ses droits sur la gare. Finalement, après avoir épuisé tous les recours, la commune de Ville-la-Grand acceptera en 1927 l'indemnisation en réparation du préjudice.
La gare d'Annemasse devient une gare de bifurcation le 10 juillet 1883, avec l'ouverture de la ligne d'Annemasse à La Roche-sur-Foron, par le PLM. Le 1er juin 1888, elle est reliée avec la Suisse lors de l'ouverture de la ligne de Genève-Eaux-Vives (alors appelée gare des Vollandes) à Annemasse. De 1891 à 1959, la liaison Annemasse – Sixt du CEN Réseau de la Haute-Savoie faisait terminus à proximité de la gare d'Annemasse. Le bâtiment voyageurs des CEN fut par la suite repris par la Société annemassienne de transports (SAT), avant de devenir la Maison de la mobilité et du tourisme. De même, l'ancien tracé de la ligne 12 du tramway de Genève faisait terminus en face de la gare jusqu'en 1959.

### XXesiècle
La façade de la gare bénéficie de plusieurs ravalements au cours du XXe siècle. Les trois entrées d'origine sont protégées d'une marquise dans les années 1920,,. Elle sera par la suite remplacée, dans les années 1960, par une avancée vitrée offrant cinq entrées,,. Cette avancée sera finalement remplacée, dans les années 1980, par une galerie légère à trois ouvertures et élargie.
La gare d'Annemasse devient un point névralgique durant la Seconde Guerre mondiale, en raison de la proximité de la frontière avec la Suisse. La ligne vers la gare de Genève-Eaux-Vives est alors fermée aux voyageurs, mais demeure ouverte aux marchandises au rythme de deux navettes par jour. La liaison vers Le Bouveret reste par contre ouverte à la circulation des trains de voyageurs. Seule une vingtaine de cheminots d'Annemasse bénéficient d'un sauf-conduit spécial, leur autorisant d'effectuer le trajet vers Genève-Eaux-Vives. De nombreux cheminots servent le réseau Gilbert de la Résistance française et contribuent à faire passer la frontière à de nombreuses personnes, avec l'aide de cheminots helvétiques. Ils effectuent aussi des vols de cargaisons et informent la Résistance des convois importants. Pour garantir de bonnes conditions d'exfiltration, les résistants limitent les actes de sabotage à Annemasse contrairement à ceux de la gare d'Annecy. Les personnes en attente de passage avaient généralement rendez-vous sous la rotonde, voire dans un virage en sortie de gare hors de vue des surveillants en poste à la gare. Néanmoins, plusieurs actes de sabotage se produisent, notamment dans la rotonde, pour retarder certains convois. Le câble d'alimentation du dépôt d'Annemasse est coupé à la suite de l'explosion d'un pylône, paralysant la gare pendant une douzaine d'heures. Le vérin pneumatique, chargé de retirer les essieux des locomotives, est détruit pendant l'hiver 1943-1944, limitant leur maintenance. Deux locomotives 140 L et 242 CT sont précipitées dans la cuve de la plaque tournante de la rotonde, bloquant le dépôt pendant plusieurs jours.

### XXIesiècle: transformation de la gare
En 2006, la gare est fréquentée par 400 000 voyageurs. Le 9 décembre 2007, la desserte de la gare est mise à l'horaire cadencé comme sur l'ensemble du réseau TER Rhône-Alpes. Les circulations voyageurs d'Annemasse représentent 57 % du trafic de la gare et assurent essentiellement des liaisons TER pour les déplacements domicile – travail ou scolaires. Les circulations fret représentent 33 % du trafic. L'activité est principalement représentée par le transport d'eaux minérales Évian (1,3 million de tonnes par an) et le transport de granulats (400 000 tonnes par an).[réf. nécessaire]

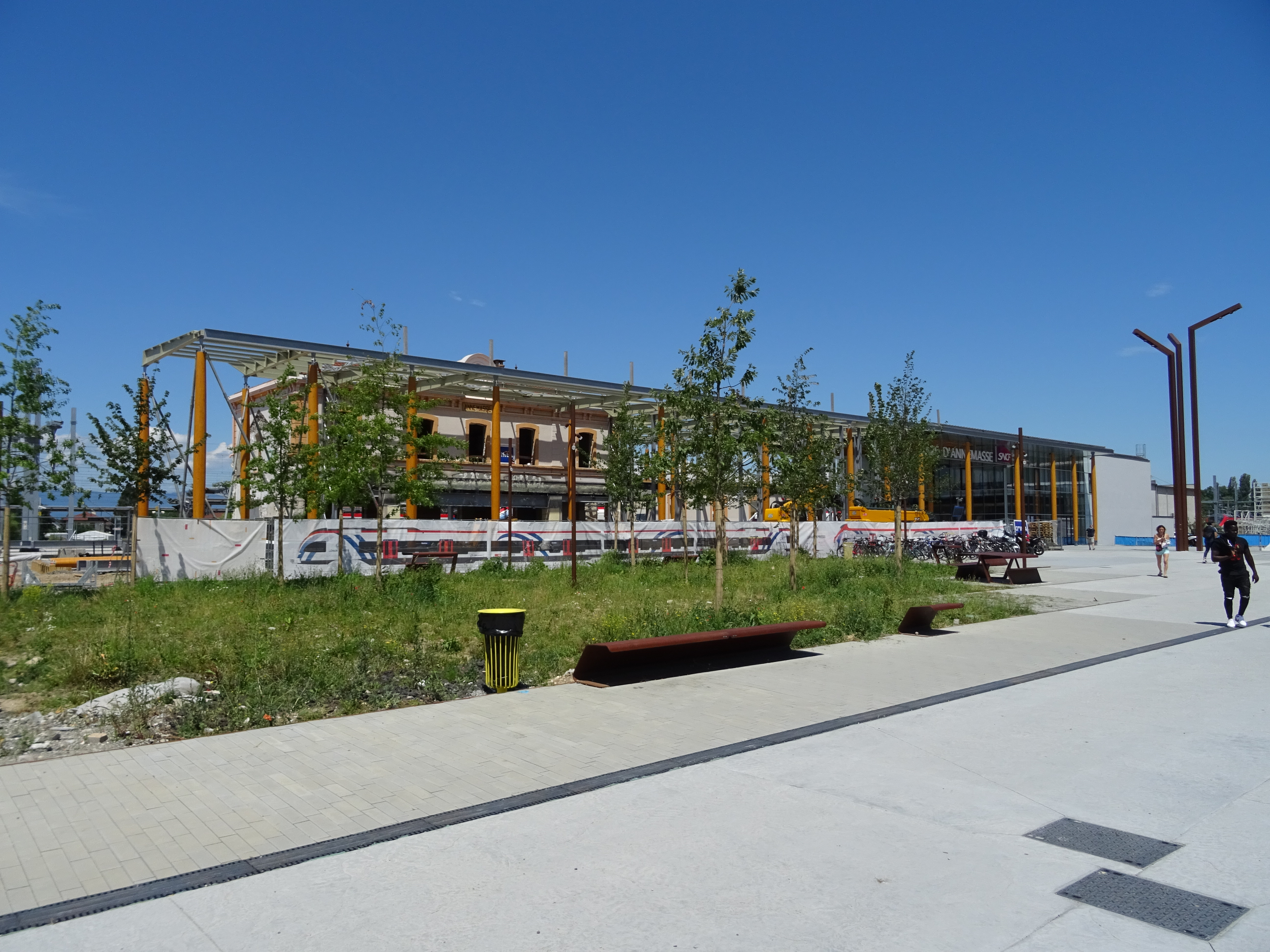
La gare, en juin 2020 : à gauche, l'ancien bâtiment voyageurs (en cours de réhabilitation) ; à droite, la nouvelle structure.

La ligne d'Annemasse à Genève-Eaux-Vives (frontière) ferme le 1er avril 2013, dans le cadre de la construction du CEVA qui débute à partir du 19 juin 2014. Ces travaux s'accompagnent d'un réaménagement complet de la gare, qui débute par la démolition de la rotonde en 2017. Les trois quais sont ensuite démolis pour permettre l'installation d'un nouveau passage souterrain. L'ouvrage, long de 85 m, a d'abord été assemblé pendant 11 mois sur un terrain voisin, avant d'être installé par ripage en avril 2018. Les quais sont ensuite reconstruits jusqu'en octobre 2018. Un quatrième quai est simultanément construit côté Ville-la-Grand, en rognant sur l'ancienne rotonde. Les marquises sont ensuite installées entre mars et septembre 2019. À la suite de l'installation nouvelle des voies et quais, les travaux se poursuivent par la construction d'un nouveau bâtiment voyageurs à l'emplacement de l'ancien Service médical de la SNCF et des servitudes de la Sernam. Il est inauguré le 15 novembre 2019, tout comme le passage souterrain,. Les ailes du bâtiment historique de la gare sont démolies dans le cadre de son réaménagement pour accueillir des commerces. Parallèlement, le parvis (sud) de la gare est transformé en place piétonne et baptisée Esplanade François Mitterrand,,. Un second parvis (nord) est construit côté Ambilly offrant une communication directe via le passage souterrain entre Annemasse et Ambilly où un nouveau quartier d'habitation (L'Étoile) sera construit. Il est inauguré le 29 septembre 2020 et permet ainsi à la gare d'Annemasse de devenir biface,.
Avec la mise en service de la liaison Cornavin – Eaux-Vives – Annemasse et du Léman Express, la gare d'Annemasse devient la seconde gare du bassin franco-valdo-genevois du fait de sa position de nœud ferroviaire (cinq branches) et l'importance de l'offre ferroviaire qui est mise en place,. Elle devait aussi devenir la quatrième gare de la région Auvergne-Rhône-Alpes en nombre de voyageurs, car celui-ci devait passer de 800 000 à environ 4,5 millions en 2020, ; cependant, en 2021, le trafic a plafonné à un million.
| Le graphique qui aurait dû être présenté ici ne peut pas être affiché car il utilise l'ancienne extension Graph, désactivée pour des questions de sécurité. Des indications pour créer un nouveau graphique avec la nouvelle extension Chart sont disponibles ici . |

Ancienne gare d'Annemasse
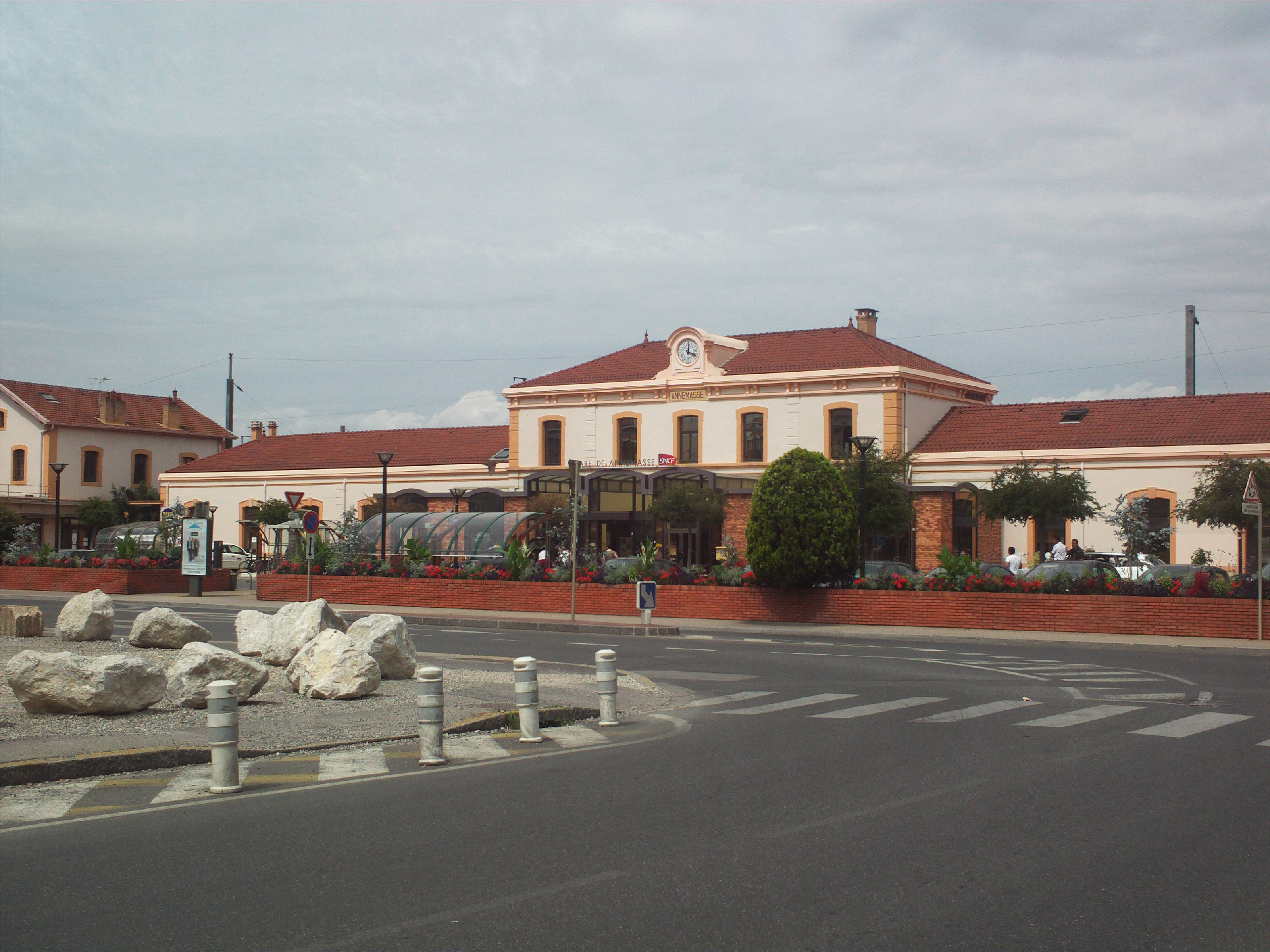
Place de la Gare, avant les travaux de réaménagement. Jusqu'en octobre 2018 (date de la fin de circulation), le parvis de la gare consacre une large place à la voiture.
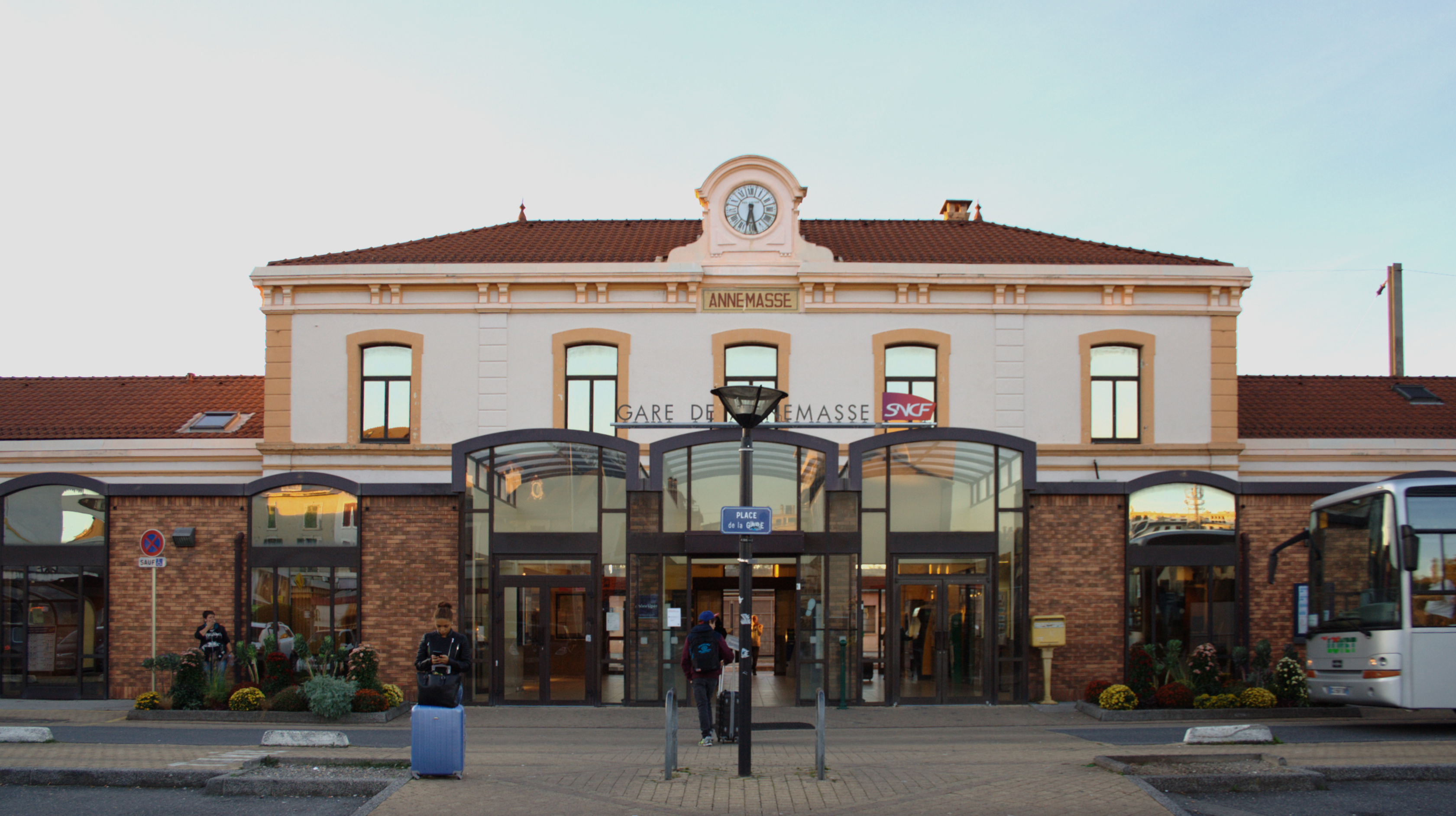
Le bâtiment historique de la gare, avant la démolition des deux ailes.
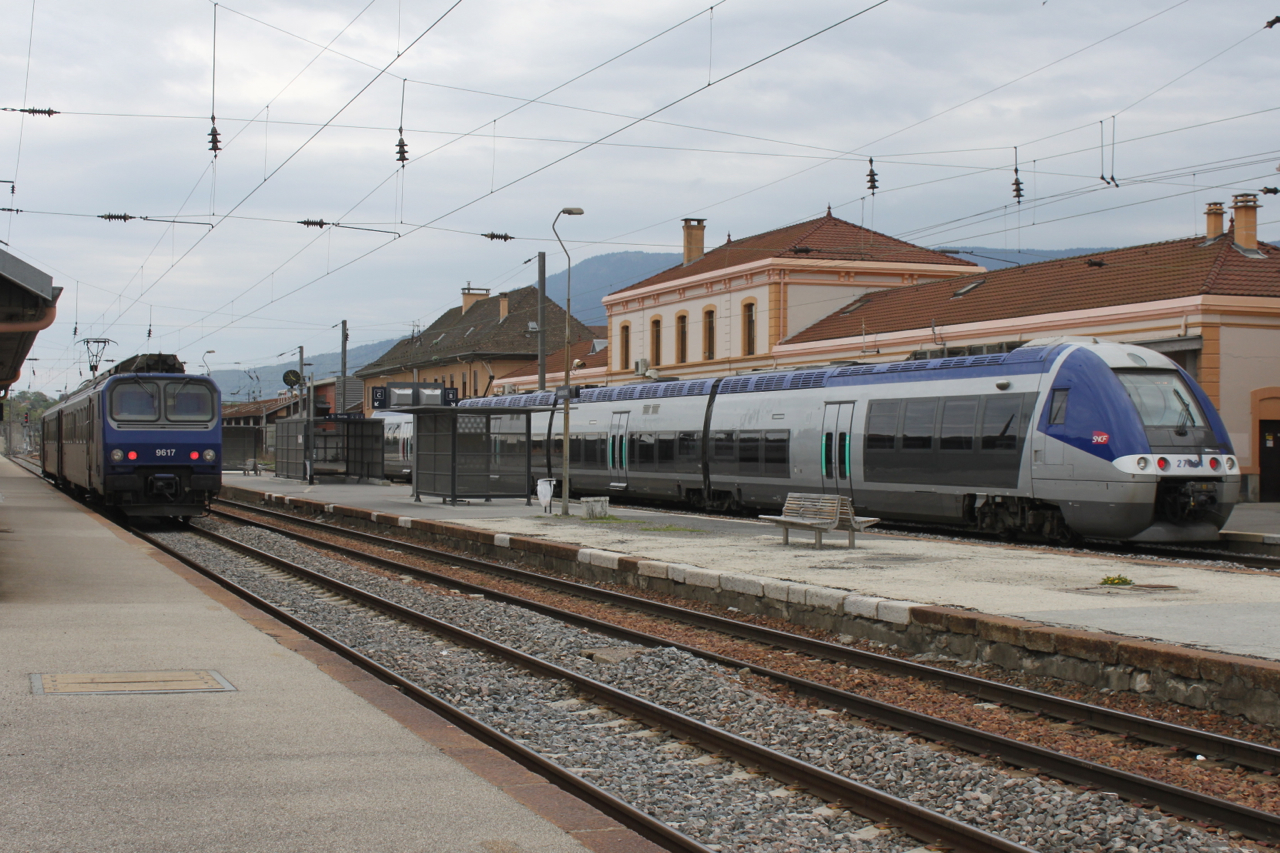
Les quais 2 et 3 avant leur reconstruction. À gauche du bâtiment de la gare se trouvent le service médical de la SNCF, puis les entrepôts de la Sernam.

### Historique de desserte
Le 29 septembre 1996, un aller-retour quotidien est créé sur le trajet Évian-les-Bains – Valence via Annemasse, La Roche-sur-Foron, Annecy, Chambéry et Grenoble. Ces trains circuleront pour la dernière fois le 8 décembre 2007.
Le 20 novembre 2006, mise en service des rames automotrices à deux niveaux de la série Z 23500 de la SNCF, entre Genève-Eaux-Vives et Évian-les-Bains / Saint-Gervais-les-Bains-Le Fayet. Cette desserte est interrompue le 27 novembre 2011, dans le cadre de la création du CEVA.
Le 9 décembre 2007, mise en service de la première phase de l'horaire cadencé sur l'ensemble du réseau TER Rhône-Alpes.
Le 12 décembre 2010, est créé un train Évian-les-Bains – Grenoble les dimanches soir avec retour les vendredis soir, pour les étudiants de l'académie de Grenoble, avec desserte de la gare de Grenoble-Universités-Gières.
Le 14 décembre 2019, la relation quotidienne Évian-les-Bains – Lyon-Part-Dieu (via Thonon-les-Bains, Annemasse, Bellegarde, Culoz et Ambérieu-en-Bugey) est limitée au tronçon Évian-les-Bains – Bellegarde ; celle assurant le trajet Saint-Gervais-les-Bains-Le Fayet – Lyon-Part-Dieu (via Sallanches-Combloux-Megève, Cluses, La Roche-sur-Foron, Bonneville, Annemasse, Bellegarde, Culoz et Ambérieu-en-Bugey) devient saisonnière (uniquement les samedis d'hiver).
Le 15 décembre 2019, le réseau Léman Express est mis en service sur les relations Coppet – Évian-les-Bains / Annecy / Saint-Gervais-les-Bains-Le Fayet (via Genève-Cornavin et Annemasse). Dans le même temps, l'aller-retour Évian-les-Bains – Grenoble a été supprimé. En parallèle, les CFF ont mis en place une liaison ferroviaire directe entre Genève et le Châble baptisée « Verbier Express ». Cette liaison circule à hauteur d'un aller-retour par jour les week-ends et certains jours fériés en hiver. Au retour, le train circule entre Saint-Maurice et Annemasse en suivant l'horaire du train RegioExpress qui circule classiquement dans le même sillon horaire,,. À partir de l'horaire 2023, le train « Verbier Express » du soir, comme un RegioExpress sur deux le week-end, est détourné vers la gare de Genève-Aéroport et ne dessert plus Annemasse,. Avec l'application de l'horaire 2025, les trains RE33 desservant Annemasse sont désormais en provenance ou à destination de Martigny ou Saint-Maurice,.

## Service des voyageurs

### Accueil
Gare de la SNCF, elle dispose d'un bâtiment voyageurs, avec guichet, ouvert tous les jours. Elle est équipée d'automates pour l'achat de titres de transport. Des aménagements, équipements et services sont à la disposition des personnes à la mobilité réduite.

Nouvelle gare d'Annemasse
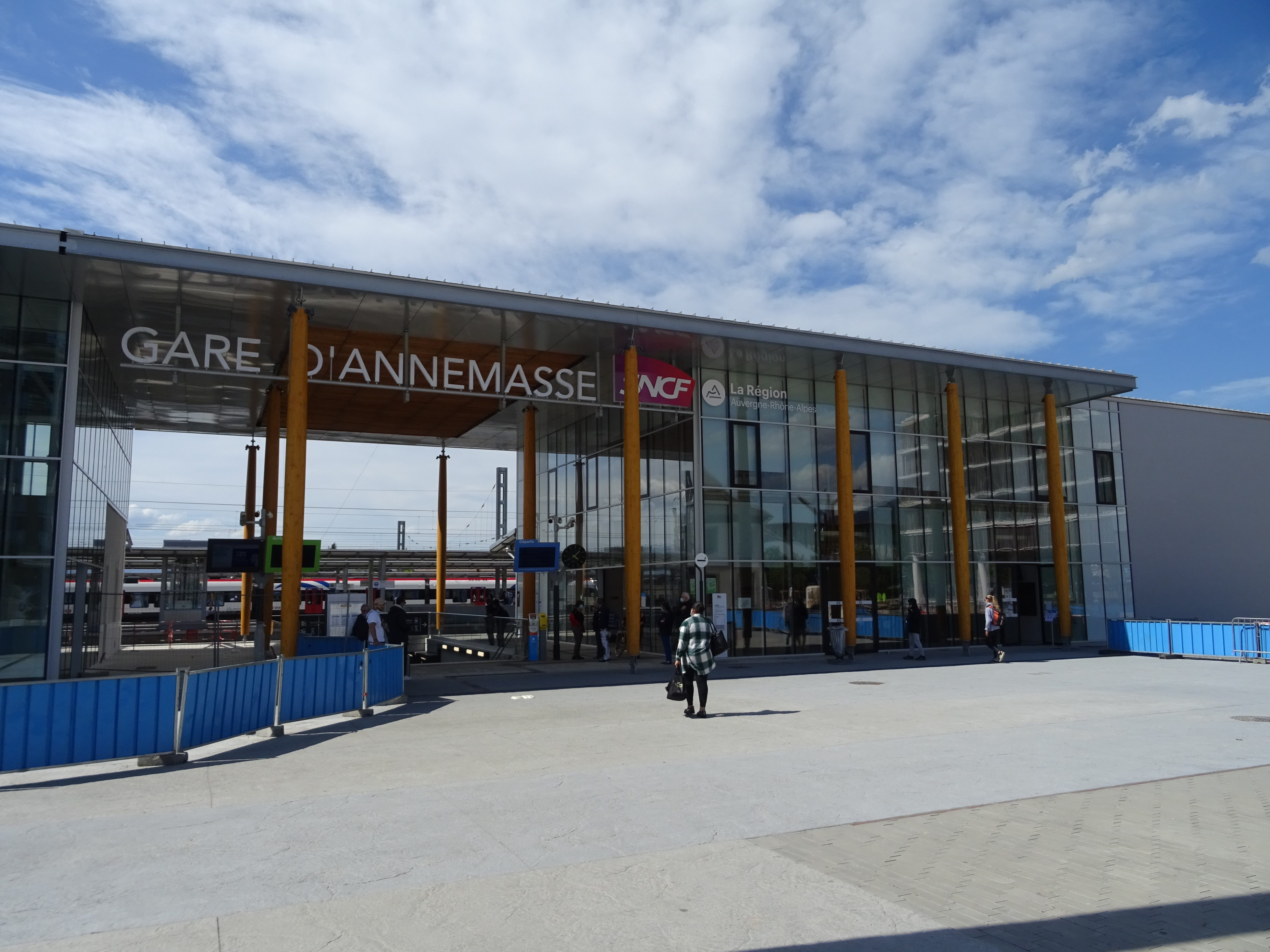
Entrée du nouveau bâtiment voyageurs durant les travaux en 2021.
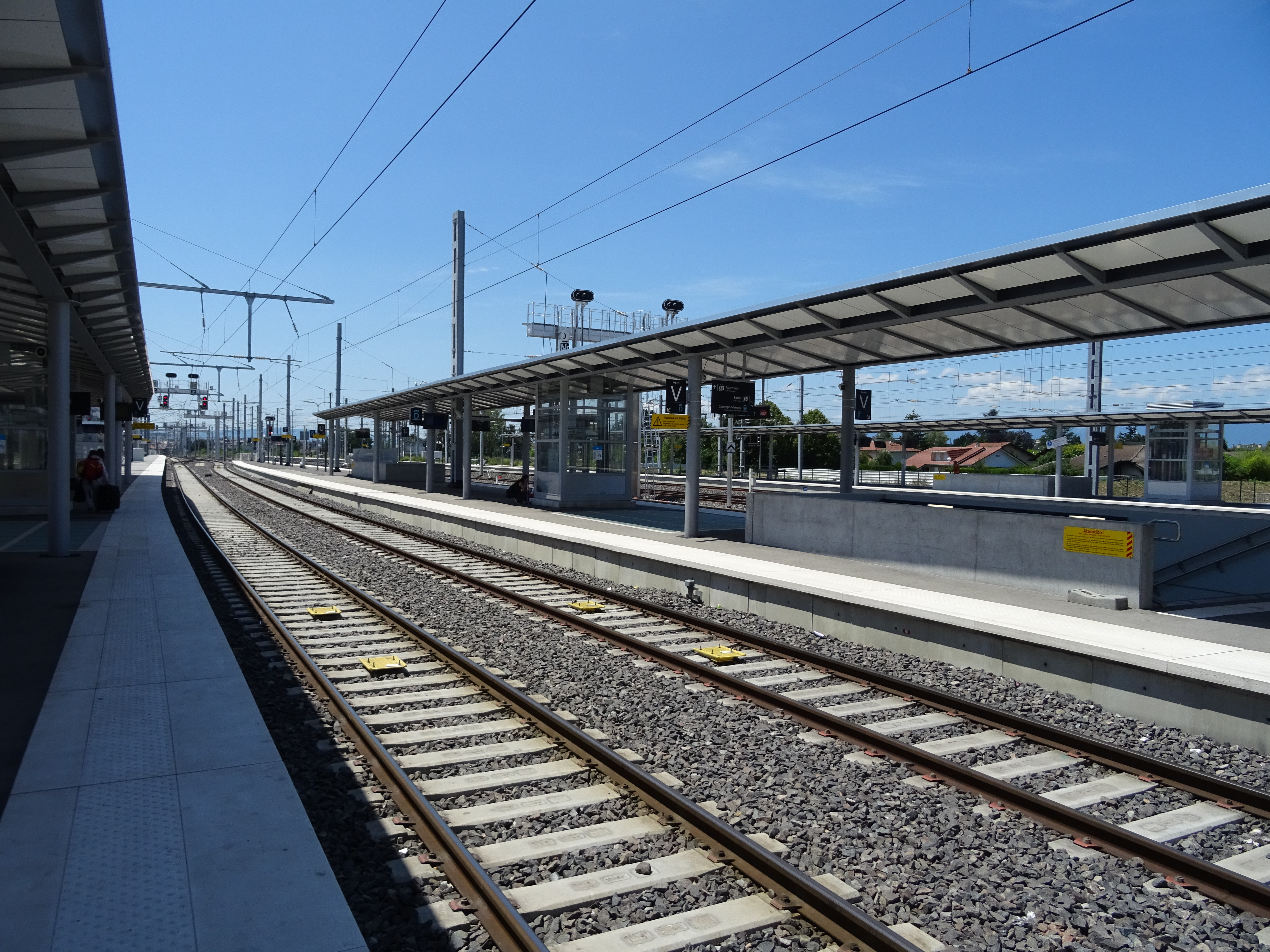
Vue des quais de la nouvelle gare en 2020.
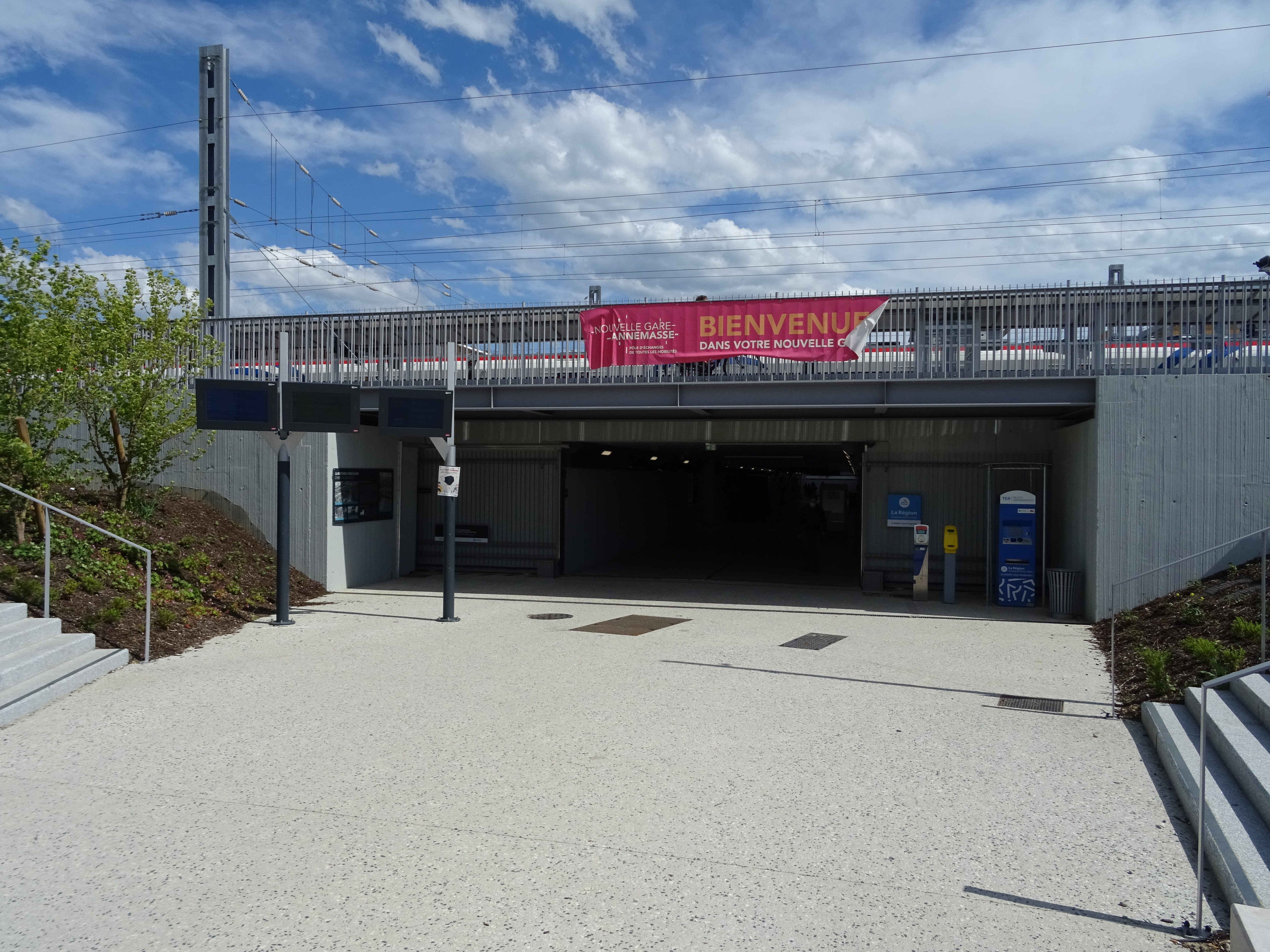
Entrée nord du passage souterrain de la gare.
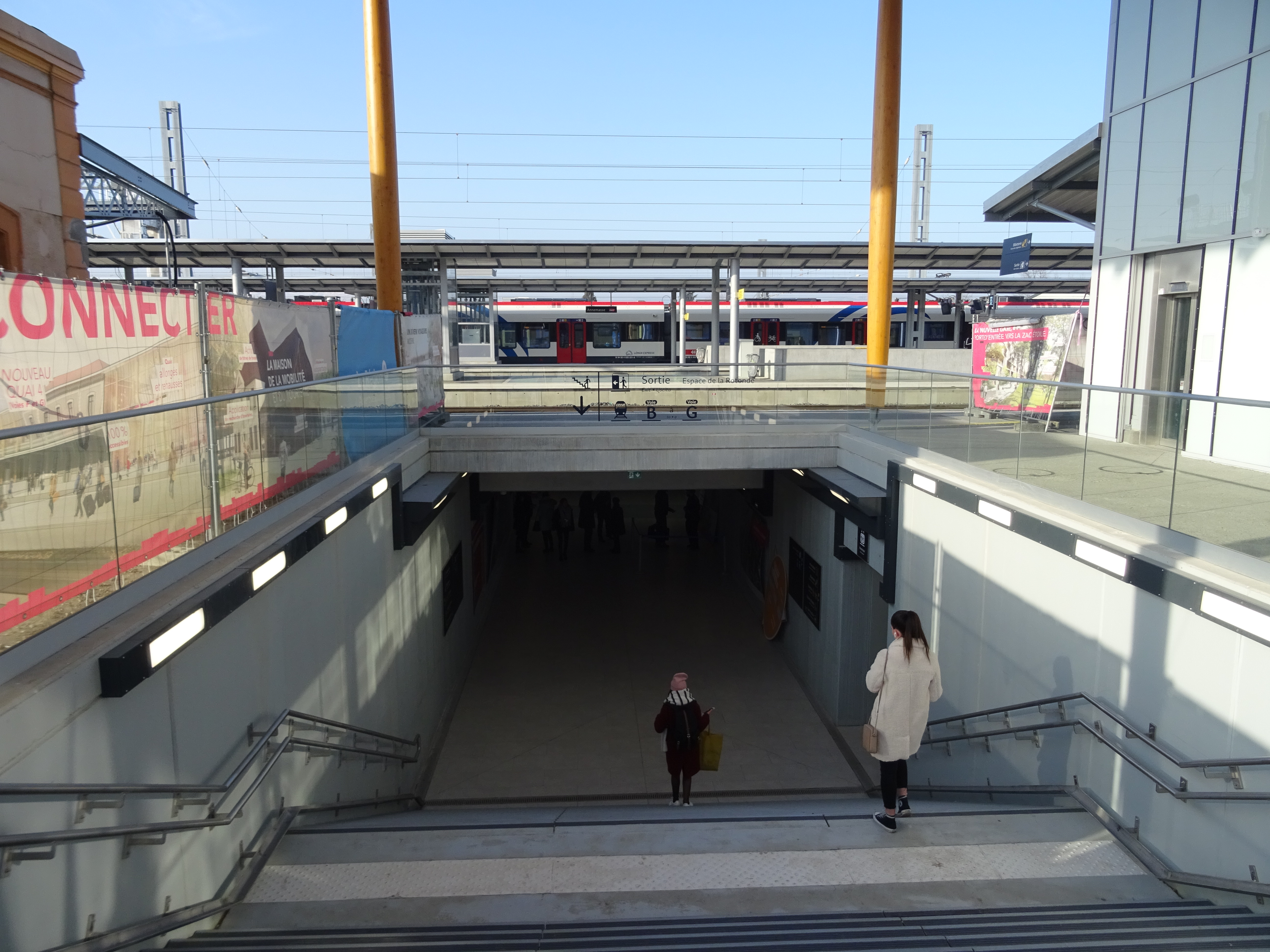
Entrée sud du passage souterrain de la gare.
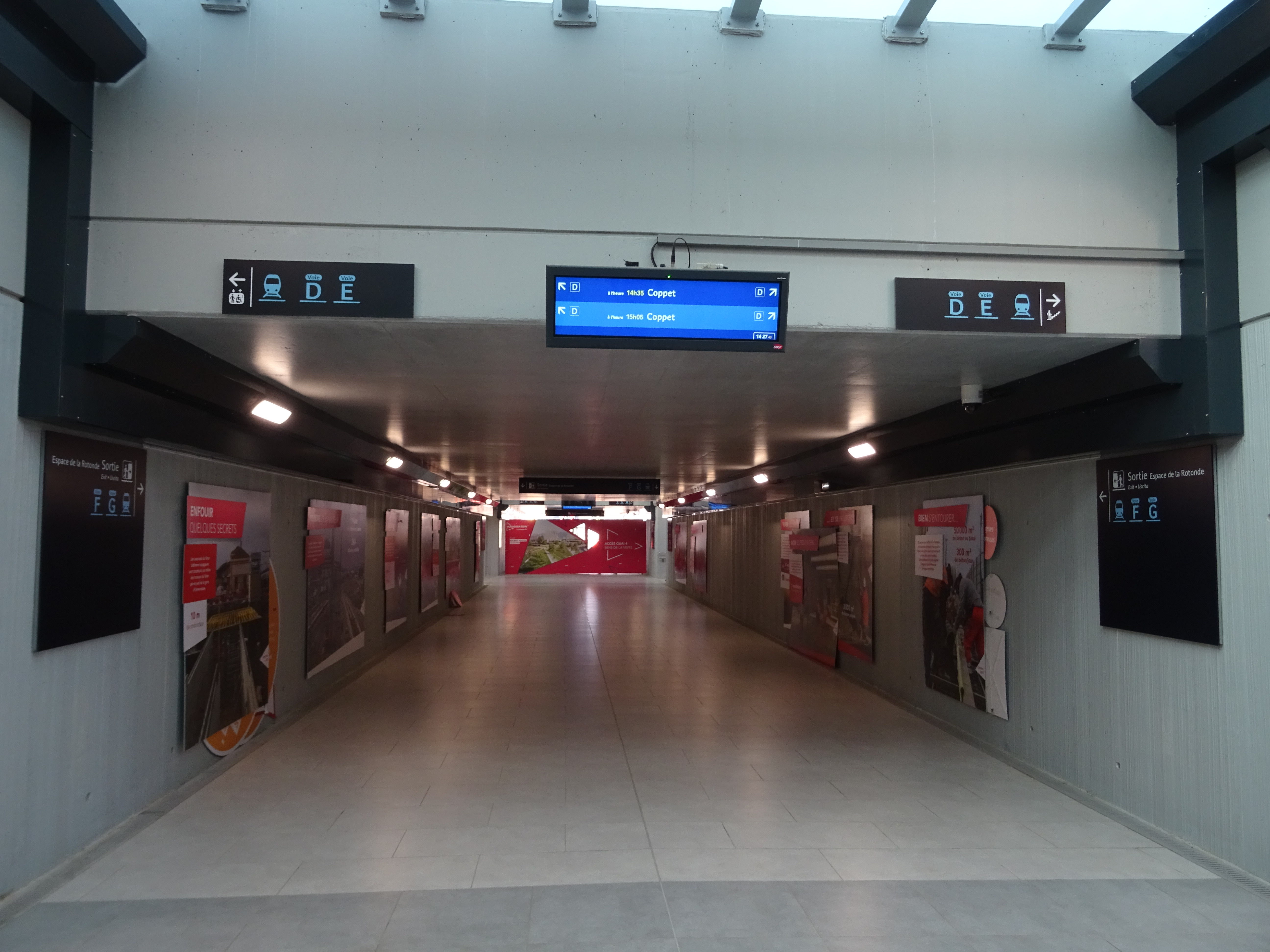
Passage souterrain de la gare.

### Desserte
La gare d'Annemasse accueillait 80 trains par jour avant l'ouverture du CEVA. Les liaisons étaient exclusivement assurées par des trains TER Auvergne-Rhône-Alpes, à destination d'Annecy, de Bellegarde, d'Évian-les-Bains et de Saint-Gervais-les-Bains-Le Fayet. Depuis l'ouverture du CEVA, Annemasse est principalement desservie par les trains Léman Express, qui relient la gare de Coppet aux gares d'Évian-les-Bains (L1), d'Annecy (L2), de Saint-Gervais-les-Bains-Le Fayet (L3) et d'Annemasse (L4). Ils offrent une cadence à l'heure, voire à la demi-heure en heure de pointe, y compris en soirée et en fin de semaine. La gare d'Annemasse bénéficie même de 6 trains par heure en direction de Genève et de Coppet. Seules les circulations avec Bellegarde sont toujours effectuées par des trains TER Auvergne-Rhône-Alpes. Le trafic s'établit ainsi à 270 circulations quotidiennes.
Depuis le 15 décembre 2024, la desserte régionale, comprenant des trains TER Auvergne-Rhône-Alpes et RegioExpress (RE), assure les relations :
- Bellegarde – Annemasse – Thonon-les-Bains – Évian-les-Bains ;
- Bellegarde – Annemasse – La Roche-sur-Foron – Bonneville – Cluses – Sallanches - Combloux - Megève – Saint-Gervais-les-Bains-Le Fayet (en provenance de Lyon-Part-Dieu les samedis en période hivernale) ;
- Martigny / Saint-Maurice – Genève – Annemasse (cadencement à la demi-heure).

Enfin, des TGV inOui desservent la gare, les vendredis et les week-ends, sur la liaison Paris-Gare-de-Lyon – Évian-les-Bains. Cette dernière est renforcée en période hivernale, tandis que s'ajoute au même moment la relation Paris-Gare-de-Lyon – Saint-Gervais-les-Bains-Le Fayet, le tout pour les stations de sports d'hiver environnantes (stations des portes du Soleil et du Mont-Blanc) ; cette deuxième relation existe aussi en été.

Trains en gare d'Annemasse
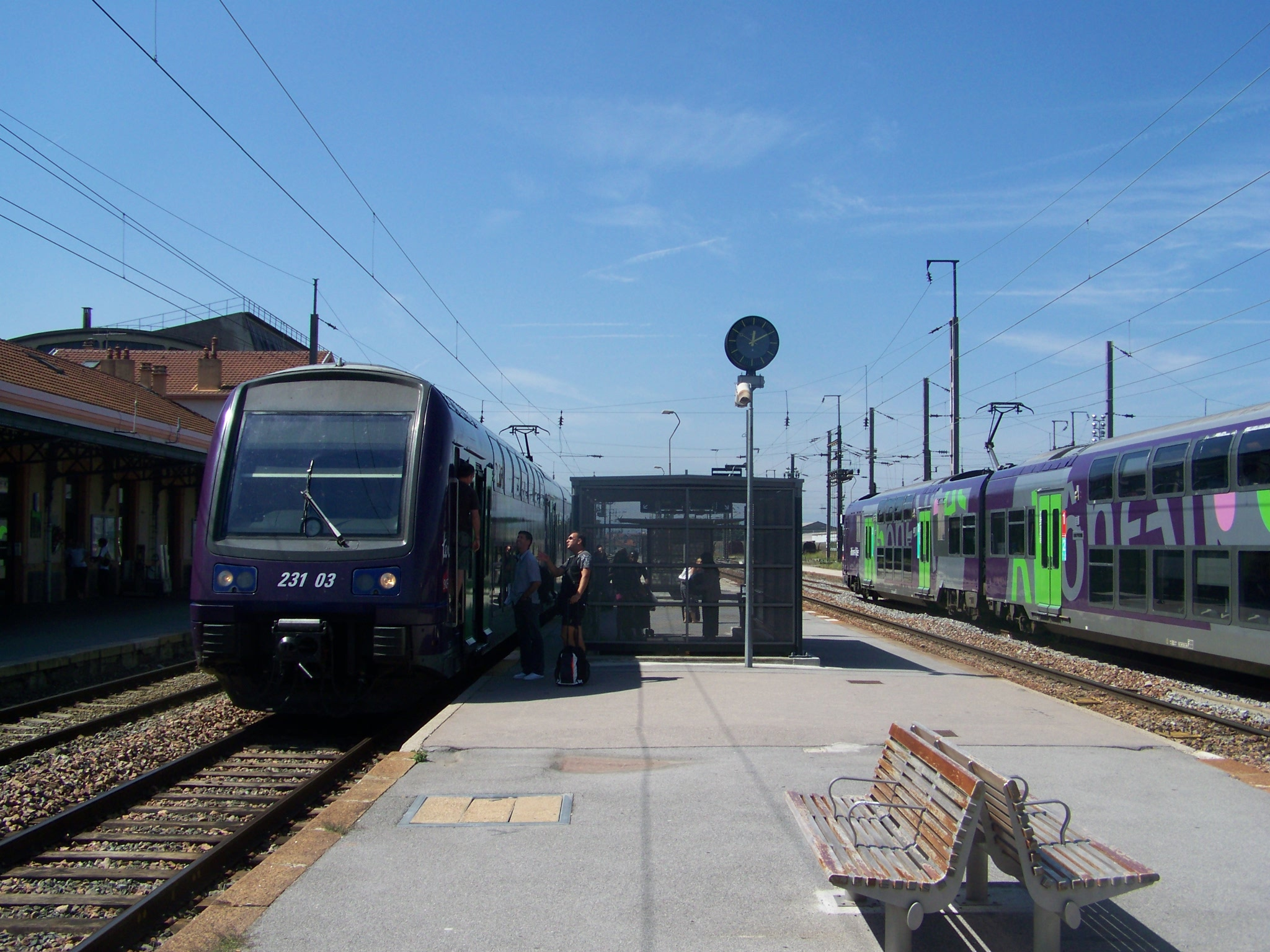
TER 2N utilisé notamment pour les circulations à destination de Lyon.
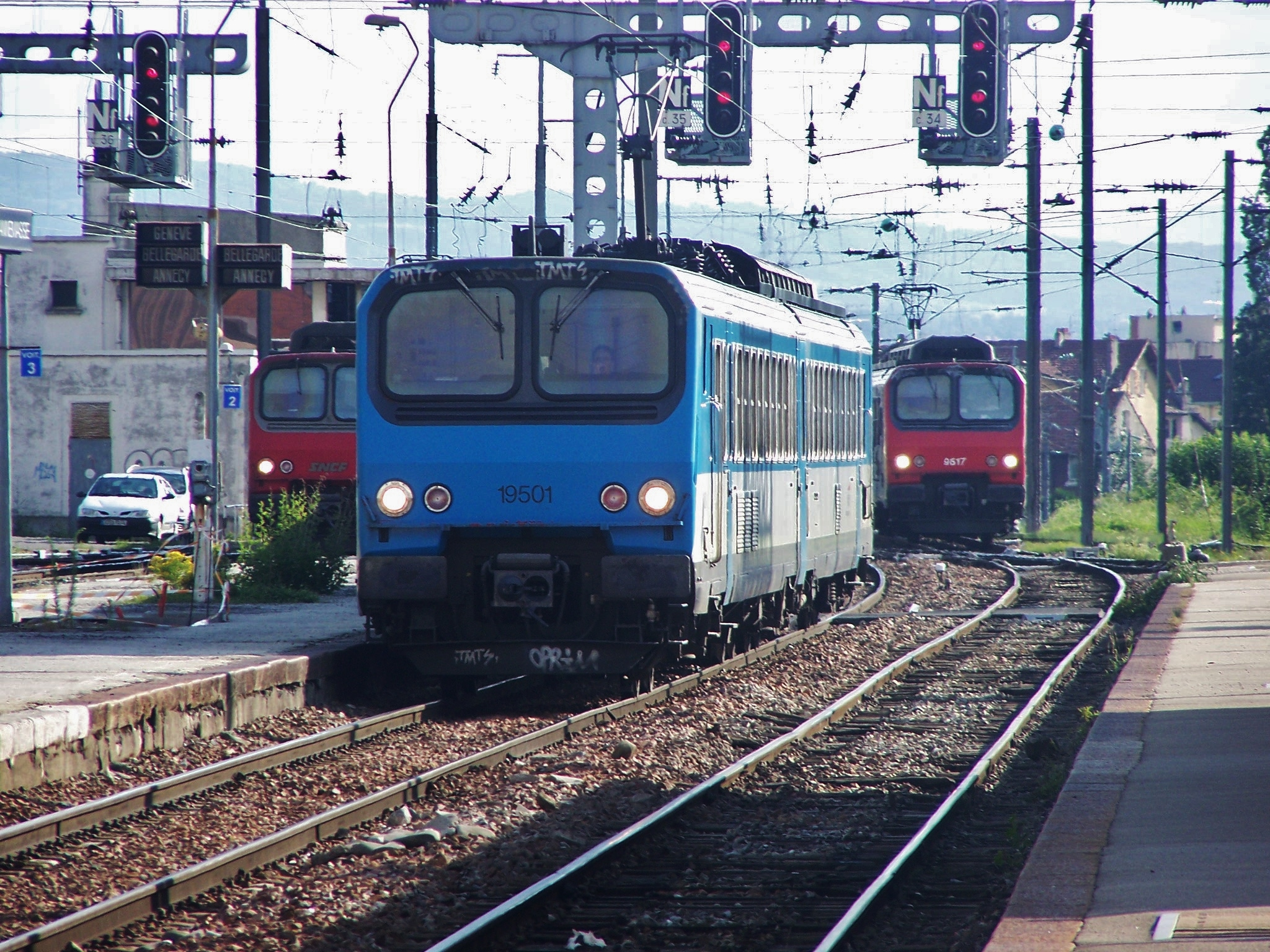
Les Z2 ont été abondamment utilisés pour effectuer les liaisons TER autour d'Annemasse (Z 9600), en direction de la gare de Genève-Eaux-Vives (Z 9500)…
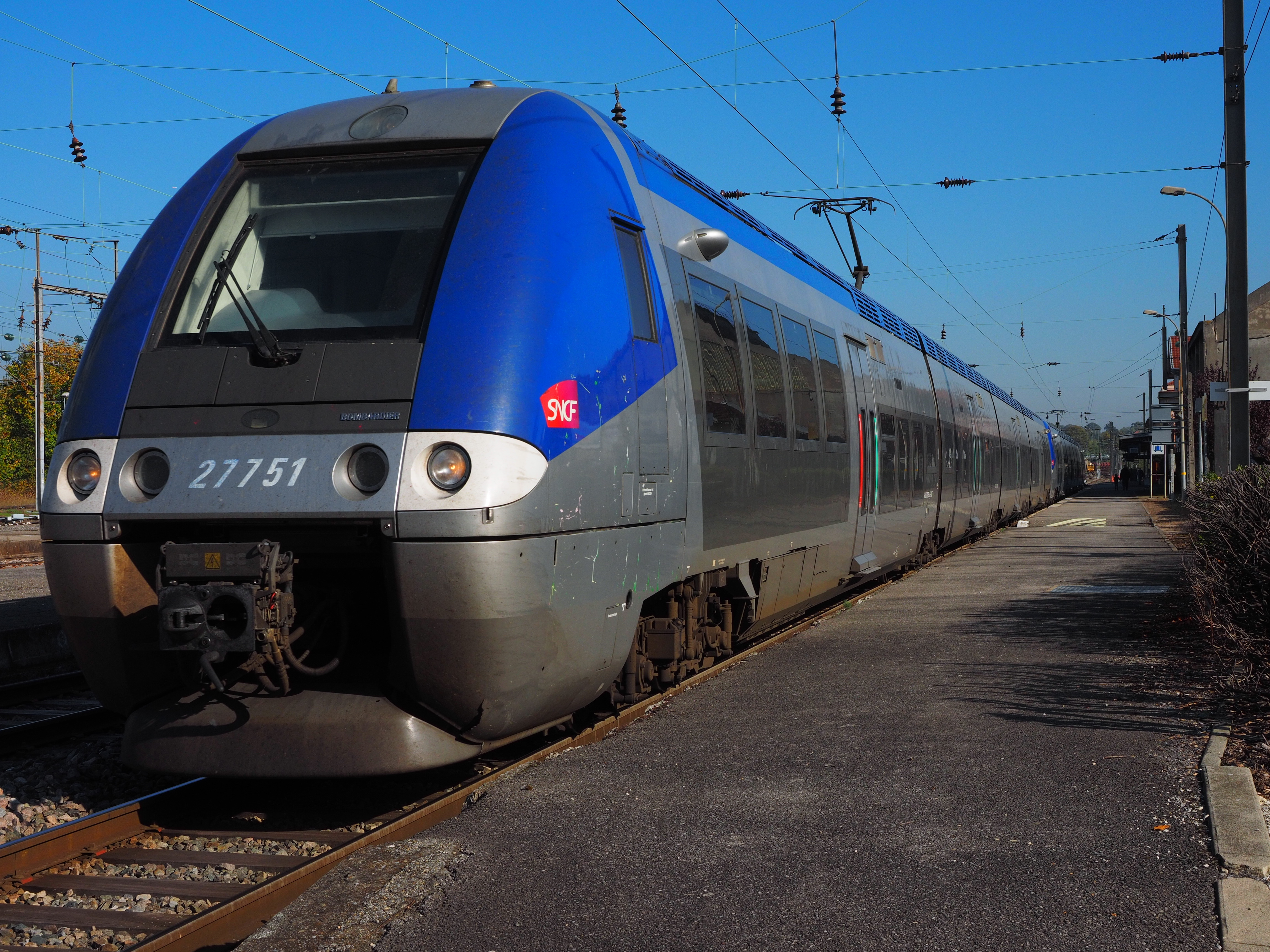
… avant leur remplacement par des Z 27500 (ZGC) et des B 82500 (BGC).
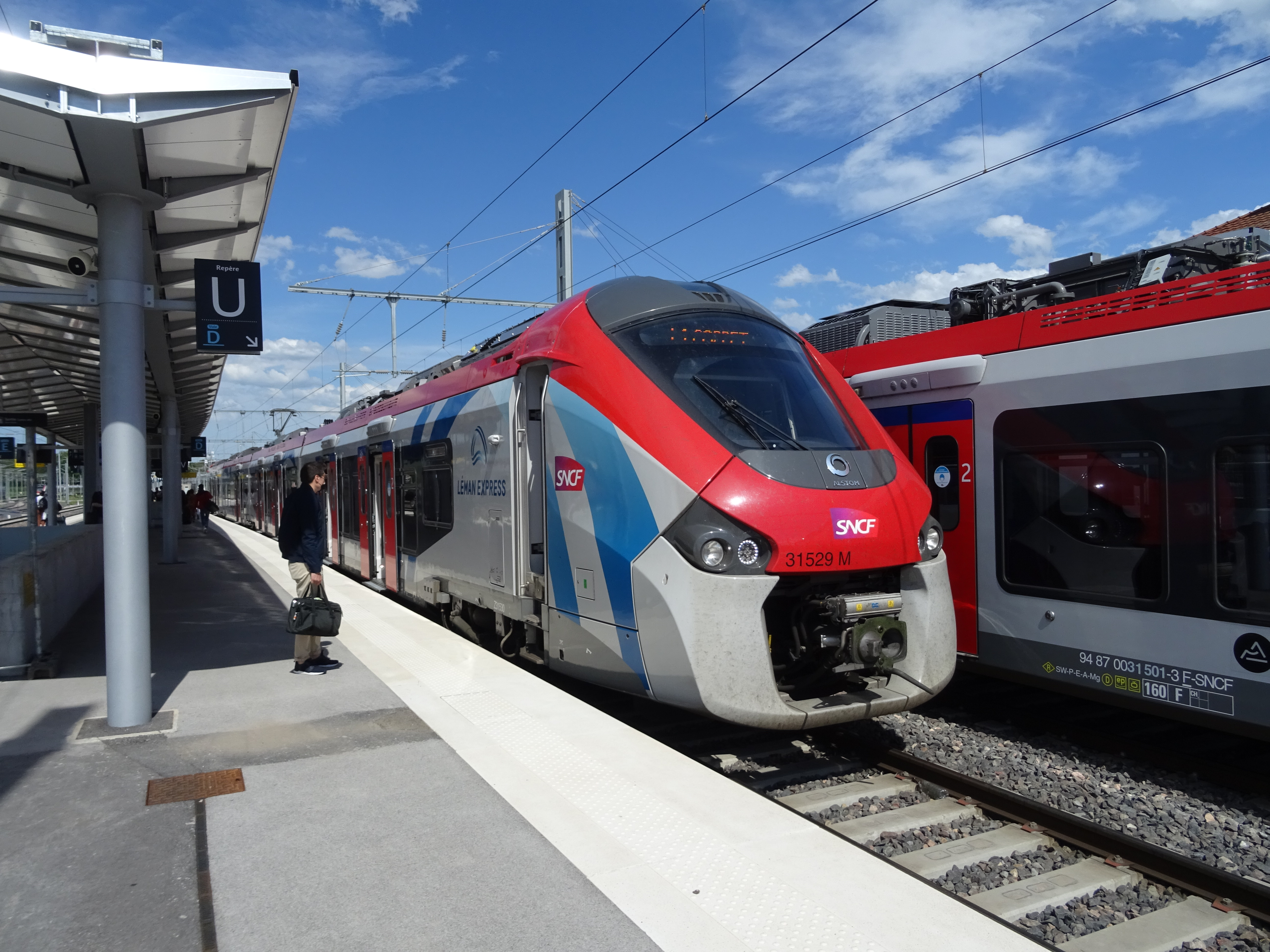
Régiolis Z 31500 du Léman Express, en provenance d'Évian-les-Bains.
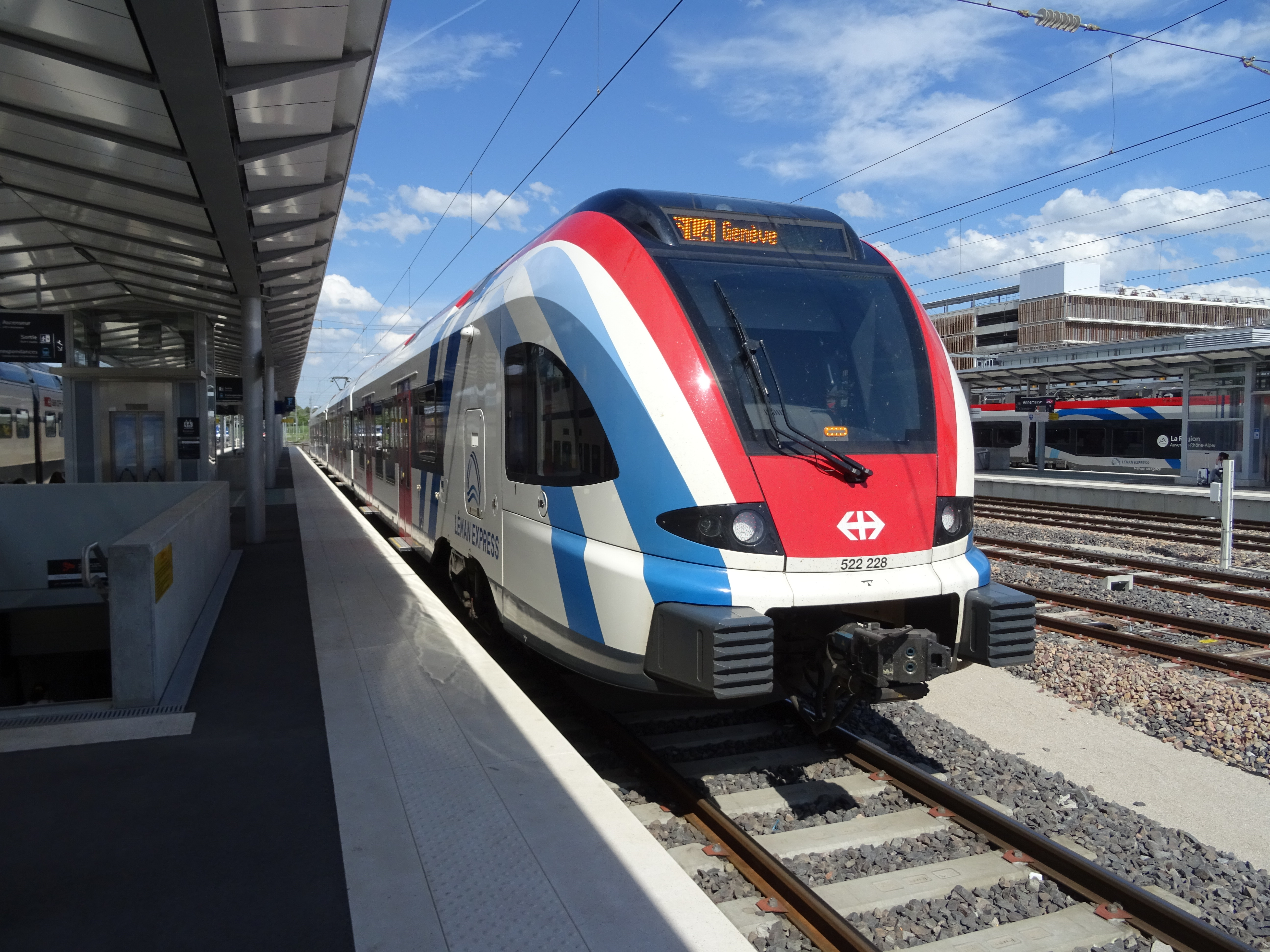
FLIRT à son terminus, prêt à assurer un service sur la ligne L4 en direction de Genève.
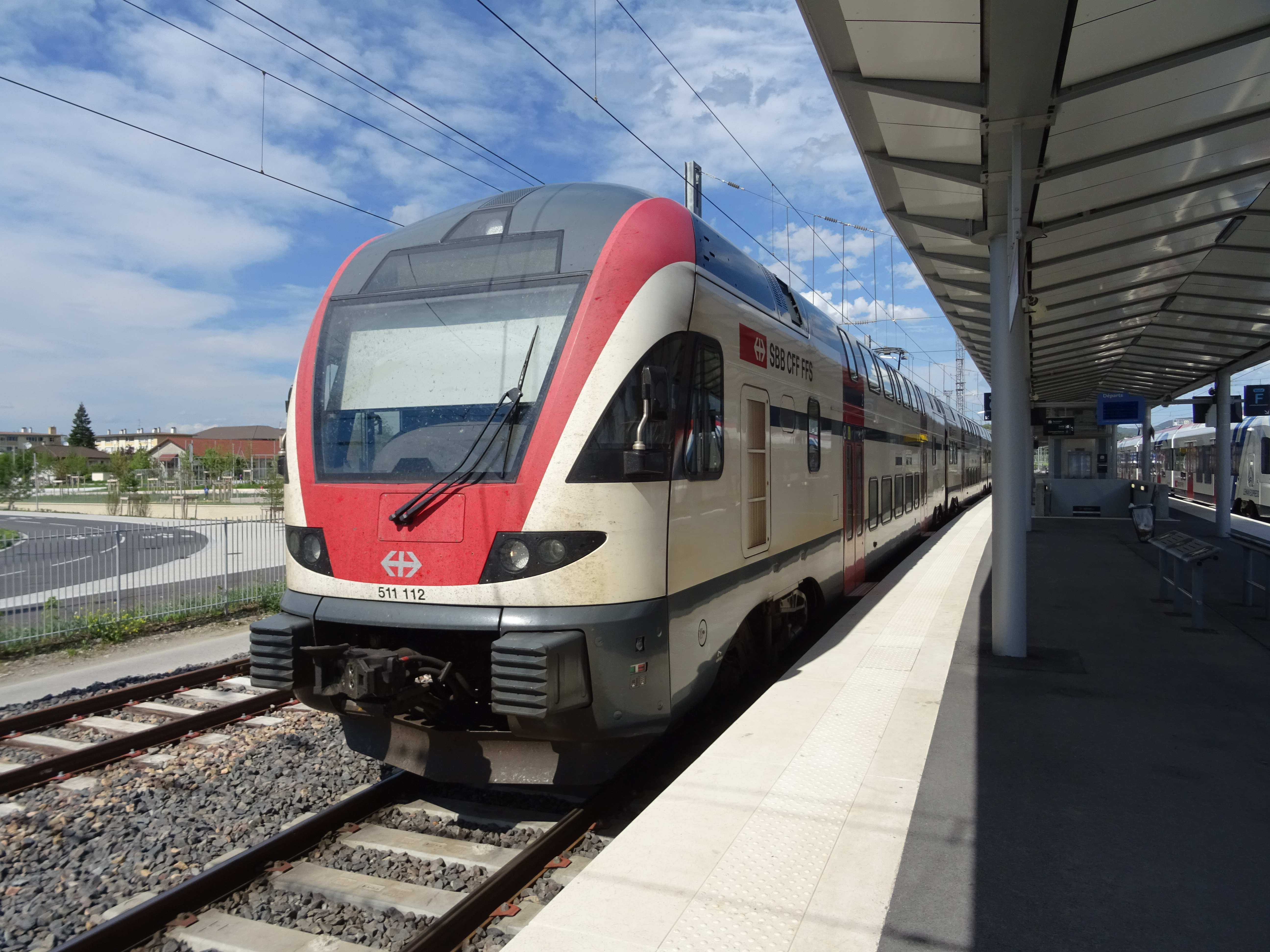
KISS assurant les services RE, à destination de Vevey et de Saint-Maurice.

### Intermodalité

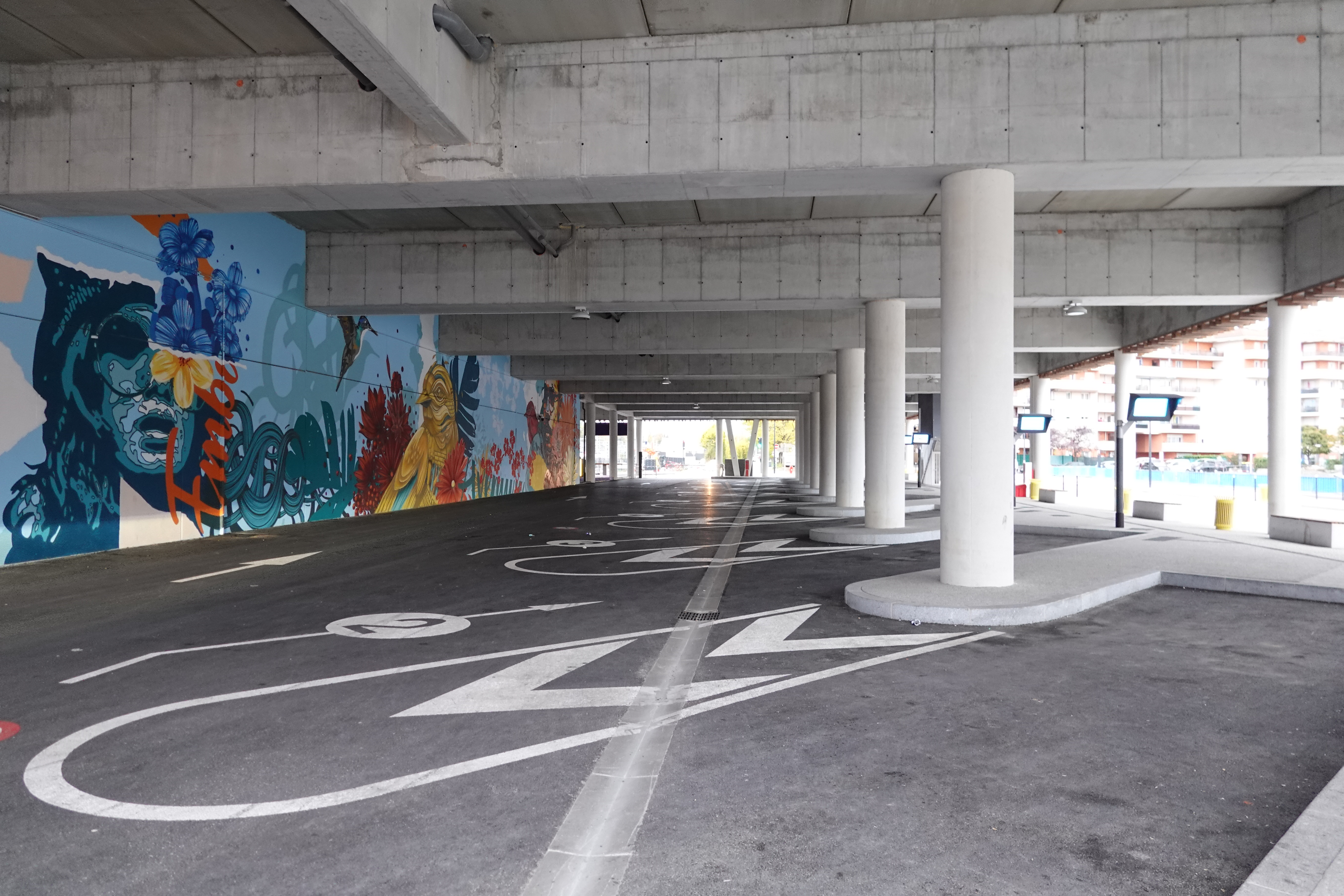
La gare routière en 2020.

Un parc pour les vélos et un parking silo (« Étoile Gare ») sont aménagés à ses abords,. La gare est desservie, à l'arrêt Annemasse Gare, par des autobus du réseau des Transports annemassiens collectifs (TAC) (lignes : Tango, 5, 8 et TAD CHAL), par les lignes Y02 et Y04 des Cars Région Haute-Savoie, par les lignes 141 et 151 du réseau Star't et par les lignes H et I du réseau de bus Proxim'iTi. Au nord de la gare, l'arrêt Gare Rotonde, situé sur le parvis nord (ou Espace Rotonde), est desservi par les lignes 3 et 4 des TAC et par le service de transport à la demande tpgFlex des Transports publics genevois (TPG) ; il est relié à l'arrêt Annemasse Gare par le passage souterrain sous les voies ferrées.

## Service des marchandises
Annemasse était une gare Fret SNCF, ouverte aux trains massifs et ayant pour un client un service en wagon isolé. Cette gare servait notamment de gare de triage pour le transport des eaux minérales Évian. L'activité a été reprise par RégioRail Rhône Alpes (en remplacement de Fret SNCF) le 13 décembre 2015, à la suite d'un appel d'offres de Danone Waters, et a été transférée sur la gare de triage d'Ambérieu-en-Bugey, entraînant la perte de 32 emplois sur le site d'Annemasse,.
Par ailleurs, la gare possède des voies de service.

## Rotonde
La gare d'Annemasse bénéficiait d'une rotonde, à la suite de la construction du dépôt en 1880.
Cette rotonde, de style PLM, possédait 15 places couvertes et une coupole centrale, supprimée ultérieurement, et un bâtiment de levage attenant, côté Évian. Elle abritait, tout d'abord, un parc de locomotives à vapeur (Bourbonnais, Mammouth, 230, 140, Consolidation 140 et 242 CT). Des locomotives des CFF (C 4/5, C 5/6) ont aussi transité par le dépôt durant la Seconde Guerre mondiale, pour assurer le ravitaillement pour la Suisse d'Ambérieu au Bouveret. En 1947, le parc vapeur est progressivement remplacé par des Mikado 141 C, D, E, dont certaines seront converties en 141 F, puis remplacées à leur tour par des 141 R fioul en 1953.
L’électrification des lignes Aix-les-Bains – Annemasse et La Roche-sur-Foron – Saint-Gervais-les-Bains-Le Fayet marque l'arrivée des premières locomotives électriques (CC 6051, CC 6052, BBB 6003 et, un peu plus tard, des CC 25001-25009). Parallèlement, les locomotives Diesel apparaissent dans le parc, avec les autorails X 5600 et trois 040 DE, complétés ensuite par des U 150 X 5500 (en remplacement des X 5600), des BB 67000 et des A1AA1A 68000, qui vont progressivement remplacer les dernières Mikado 141 R fioul en service.
L’électrification de la ligne Bellegarde – Évian, en 1971 et 1972, condamne définitivement les 141 R et entraîne parallèlement la mutation des locomotives électriques à Chambéry, supprimant toute activité pour la rotonde d'Annemasse. Elle est alors fermée au trafic en 1972 et se délabre progressivement avec les années, pour être finalement démolie dans le cadre du projet de liaison CEVA en 2017. Depuis, seul subsiste le bâtiment de levage, qui sert de bureau pour l'annexe traction.

## Technicentre
Dans le cadre du Léman Express, un technicentre de 2 365 m2 est édifié à côté de la gare, sur la commune de Ville-la-Grand, afin d'assurer notamment la maintenance des Z 31500 du RER franco-valdo-genevois, mais aussi des Z 27500 et des B 82500 du réseau TER Auvergne-Rhône-Alpes. La construction débute en juin 2018, pour une durée d'un an ; le cabinet d'architecture Eutopia et Egis Bâtiments assurent la maîtrise d'œuvre pour le maître d'ouvrage, SNCF Mobilités, pour un coût de huit millions d'euros hors taxes.
Le technicentre est composé de deux voies sur fosse dans l'atelier couvert, d'une voie équipée d'une machine à laver et de trois voies non couvertes, servant au garage des trains.

## Projet
À plus long terme, après la mise en service de CEVA, la réouverture de la ligne du Tonkin, entre Évian-les-Bains et Saint-Gingolph (frontière franco-suisse), pourrait permettre la création de liaisons plus efficaces entre le bassin genevois et le canton du Valais, via la rive sud du Léman. Ce projet de réouverture est à l'étude par SNCF Réseau et la région Auvergne-Rhône-Alpes jusqu'en décembre 2024. La phase opérationnelle, avec le début des travaux, devrait avoir lieu en 2024-2025.